# ヘニー・キロワット
ヘニー・キロワット (Henny Kilowatt) は1959年型モデルとして登場した世界初の現代型（つまりトランジスター制御の）電気自動車である。
キロワットはゼネラルモーターズの「GM・EV1」などの近年のバッテリー式の電気自動車につながる車である。ヘニー・キロワットのために開発された電気利用の走行技術は現代の電気を利用したハイブリッド車の開発においても用いられ貢献している。

## 資金
ヘニー・キロワットはナショナル・ユニオン・エレクトリック社のプロジェクトであった。ナショナル・ユニオン・エレクトリック社とは、エマーソン・ラジオ、ヘニー・モーター・カンパニーを傘下にもつ大企業であり、1953年にユーレカ・ウィリアムズ社を買収していた。ヘニー・キロワット・プロジェクトはナショナル・ユニオン・エレクトリック社の社長でありユーレカ社の社長でもあったC・ラッセル・フェルドマンが主導した。電気自動車を製作するにあたり、フェルドマンはニューヨーク州カナストタ(Canastota)を本拠地とする
ヘニー・モーター・カンパニーコーチワーク部門のサポートを得た。ヘニー社は1868年以来カスタムのコーチ造りを営んでいた会社だった。パッカードのボディ製作でその名は自動車業界にもよく知られていた。ヘニー社はリムジン、救急車、霊柩車などを大量に手がけており、そのほとんどがパッカードのシャシーに架装したものだった。
当時のナショナル・ユニオン・エレクトリック社は鉛蓄電池 (Exide Battery) のメーカーであった。米国自動車業界が化石燃料ではなく鉛蓄電池を利用した自動車に転換してくれることをナショナル・ユニオン・エレクトリック社が望むのは当然のことだった。エキサイドバッテリーを統率していたモリソン・マクマラン・ジュニア(Morrison McMullan Jr.)もキロワット開発に携わった。

## 設計者および開発者
走行システムはビクター・ウォーク(Victor Wouk)の指導の下に開発された。ウォークは当時電気系エンジニアとしてカリフォルニア工科大学(CalTech)に属していた。ウォークは電気ハイブリッドカーの発明者として有名な人物である。
ウォークはカルテックの社長をしていたリー・ドゥブリッジ(Lee DuBridge)、およびライナス・ポーリングらを呼び寄せ、電子技術の評価と開発を手伝ってもらった。重要なスピード制御機構はウォークが設計し、製作はカーティス・インストルメンツ(Curtis Instruments)がおこなった。
ポーリングは走行システムに求められる電気物理を研究し、ライバルとなるガソリン車のパワーと勝負するためには従来型の鉛バッテリーでは必要なパワーが得られず、また最高時速(トップスピード)があまり高くなくまた短時間であるのは現実的でなく一般に受け入れられないと結論づけた。ポーリングは環境指向のエコフレンドリーな乗用車の積極的な支持者でありこの車を現実的なものとすべく努力した。ポーリングはまた、最適なバッテリーが一般に使用可能となるまではこのプロジェクトを中断したほうがよいとの提案もおこなった。
電気走行システムはユーレカ・ウィリアムズ・カンパニー（現在は家庭用電気掃除機のメーカーである）が製作を担当した。
ヘニー社のコーチワークス部門ではルノーから購入したパーツと治具でシャーシの製作を担当した。ボディパネルや室内のコンポーネントの多くはルノー・ドーフィンと同じものであった。

## 性能

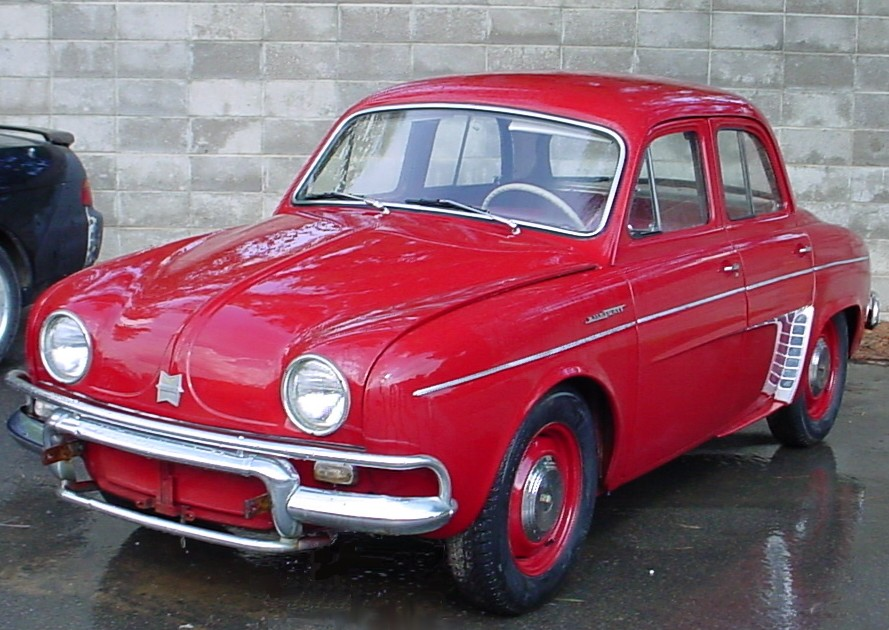
「キロワット」
ベース車両はルノー・ドーフィンであることがわかる

1959年型では18ボルトバッテリー2個を直列に接続した36ボルト電圧ですべてがまかなわれた。この36ボルト車の最高速度は時速40マイル(時速64キロ)で、完全充電でおよそ40マイル(64キロ)走行できた。
36ボルトシステムは現実的でないと判断され、ユーレカ・ウィリアムズ社が駆動系を見直し、1960年型では6ボルトバッテリーを12個直列にした72ボルトシステムとなった。
72ボルトモデルは36ボルトモデルに比べればより一層現実的な車となった。
1960年型キロワットの最高時速は60マイル(96キロ)となり、また一回の充電での走行可能距離も60マイル(96キロ)となった。

## 生産および販売
ユーレカ・カンパニー社歴によると、ルノーはヘニー・キロワット・プロジェクト用としてヘニー・コーチワークスにシャーシ100台を販売したが実際に製作されたのは47台のみとのことである。フランス在住のルノー・ドーフィン・エンスージアストもこれを支持している。
1967年3月20日の「USニュース＆ワールド・レポート」の記事では、米国の電力会社がヘニー・キロワットを35台購入していると報じられている。会社の販売記録では1959年型は24台が販売され、1960年型は8台が販売されたことになっている。残りの15台が生産されたかどうかは不明であるが数台が1961年型もしくは1962年型として販売された可能性が販売記録に示されている。1960年型として計8台が生産されているが72ボルトシステムの生産コストが高くついてしまったために一般には販売されず、キロワット開発に資金援助していた電力会社の手に渡った。会社はキロワットのプロモーションを1961年まで継続し、ルノーから購入済みのシャーシコンポーネントなどの在庫パーツ類をすべて使おうと努力したが、それでは売れなかった。
会社の販売記録ではヘニー・コーチワークスがドーフィンをベースとした電気自動車を計100台製作するという内容の契約をルノーと結んでいた。しかし、ユーレカ・ウィリアムズでは車の販売価格3600米ドルに見合うだけの安価な72ボルトシステムを早急には製作することができなかった。そのためドーフィンベースの電気自動車それだけの数が製作できなかった。ヘニー・キロワットとならなかった未完成のシャーシはフロリダのディーラー（社名非公開とされている）に購入され、そこで従来型のガソリンエンジンを搭載しルノー・ドーフィンとして販売された。
会社の販売記録にある32台のヘニー・キロワットのうち2台が「生存車」として定期的に運転されていることが確認されている。

## ナショナル・ユニオン・エレクトリック社
ナショナル・ユニオン・エレクトリック社は1974年にスウェーデンのエレクトロラックスに買収されている。